# Du domaine des Murmures
Du domaine des Murmures est un roman de Carole Martinez publié le 18 août 2011 aux éditions Gallimard et ayant obtenu le prix Goncourt des lycéens en 2011.

## Historique
Le roman est retenu dans la liste finale du prix Goncourt en 2011 mais ne reçoit au premier tour que trois voix (celles de Bernard Pivot, Françoise Chandernagor et Didier Decoin) contre cinq au lauréat L'Art français de la guerre d'Alexis Jenni – les deux autres finalistes La Belle Amour humaine de Lyonel Trouillot et Retour à Killybegs de Sorj Chalandon n'ayant reçu aucune voix,.  Le roman est toutefois récompensé par le prix Goncourt des lycéens le 7 novembre 2011. Le livre obtient également le prix du roman historique de Levallois, le prix des lecteurs de Corse, le prix des lecteurs des Écrivains de Sud et enfin le prix Marcel-Aymé en 2012.

## Résumé
L'histoire débute en 1187, Esclarmonde, fille d'un petit châtelain d'un fief situé en Bourgogne refuse de se marier à Lothaire et fait le vœu de rester vivre cloitrée dans un reclusoir construit à côté de la chapelle du château. Elle s'y fait donc emmurer. Mais, Esclarmonde accouche dans sa cellule d'un fils à qui sera attribuée une origine mystique voire divine alors qu'il est le fruit du viol incestueux d'Esclarmonde par son père. Elle-même devient une sorte de sainte que les pèlerins viennent consulter de très loin. Pour que son père expie son crime, elle le force à participer à la croisade contre Saladin avec l'empereur Frédéric Barberousse; il meurt lors de cette croisade. Esclarmonde doit se résigner à se séparer de son fils âgé de 3 ans et meurt dans l'incendie de la chapelle où se trouve sa cellule, provoqué par les habitants du village. Son fils, adopté par la châtelaine, deviendra le nouveau seigneur du Domaine des Murmures.

## Éditions
- Du domaine des Murmures, éditions Gallimard, 2011  (ISBN 978-2070131495).
- « Coll. Folio » no 5552, éditions Gallimard, 2013  (ISBN 9782070450497)

Livre audio
- Lu par Isabelle Carré, éditions Gallimard, 2012  (EAN 9782070136766) - 1 CD MP3 de 5 heures